# Cratere Sedona
Sedona  è un cratere sulla superficie di Marte.